# Tufa
Tufa (V secolo – 492 o 493) è stato un generale germanico, attivo in Italia nel V secolo durante il regno di Odoacre.

## Biografia
Il nome Tufa è di origine germanica orientale ed è possibile che fosse rugia. Era un seguace del generale germanico Odoacre, che nel 476 si autoproclamò re d'Italia.
Tufa era il comandante in capo dell'esercito del regno d'Italia di Odoacre, quando il re ostrogoto Teodorico il Grande invase il paese nel 489. Dopo la battaglia di Verona passò dalla parte di Teodorico, consegnandogli la maggior parte delle truppe di Odoacre e la città di Milano. Tufa acquisì la fiducia di Teodorico e fu inviato a Ravenna con una banda di truppe d'élite nella speranza che la città si arrendesse a Teodorico senza combattere. All'arrivo a Ravenna, però, Tufa cambiò nuovamente schieramento e, dopo aver sterminato le truppe gotiche d'élite a lui affidate, si ricongiunse con Odoacre. Questa fu considerata la prima sconfitta di Teodorico in Italia. Tufa assediò Teodorico a Pavia tra il 489 e il 490.
Nel 490, dopo che Odoacre era stato sconfitto in battaglia da Teodorico e si era ritirato nuovamente a Ravenna, Tufa mantenne la propria posizione nella valle strategicamente importante dell'Adige vicino a Trento. Nell'autunno del 491, Frederico, principe dei Rugi e alleato di Teodorico, abbandonò la parte di Teodorico e raggiunse Tufa, dopo essere stato criticato da Teodorico per il suo trattamento dei civili romani a Pavia. Nonostante si pensi che Tufa e Frederico fossero parenti, in breve tempo entrarono in conflitto e nel 492, o forse 493, si scontrarono da qualche parte tra Trento e Verona. Entrambi gli eserciti furono pesantemente decimati e sia Tufa che Frederico morirono in questa battaglia, dopo di che i Rugi si unirono nuovamente a Teodorico.